# 大将镇
大将镇，是中华人民共和国广西壮族自治区柳州市融安县下辖的一个乡镇级行政单位。

## 行政区划
大将镇下辖以下地区：
大将社区、太江村、瓜洞村、董安村、保安村、才妙村、雅仕村、东潭村、板茂村、设洞村、大华村、龙妙村、富乐村、合理村和古云村。